# 托德霍普 (印地安納州)
托德霍普（英語：Toad Hop）是位於美國印地安納州維哥縣的一個人口普查指定地區。該地的面積和人口皆未知。

## 地理
托德霍普所處的海拔為高於海平面143米（即469英呎），而該地所採用的時區為UTC-5，即北美東部時區（EST）。同時該地設有夏令時間，為UTC-5調快一小時，即UTC-4（EDT）。

## 名称由来
托德霍普这个名字起源于一个传说。一种说法是，该小镇坐落在沼泽地上，大量的蟾蜍和青蛙在这里跳来跳去，因此得名。